# Danh sách cầu thủ tham dự Giải vô địch bóng đá Nam Mỹ 1920
Đây là danh sách đội hình các đội tuyển tham dự Giải vô địch bóng đá Nam Mỹ 1920. Các đội tuyển tham gia gồm Argentina, Brasil, Chile và Uruguay. Các đội thi đấu vòng tròn một lượt, mỗi trận thắng được tính 2 điểm, hòa tính 1 điểm, thua tính 0 điểm.

## Argentina
Huấn luyện viên: Federal Technical Committee

| Số | VT | Cầu thủ    | Ngày sinh (tuổi) | Trận | Bàn | Câu lạc bộ         |
| -- | -- | ---------- | ---------------- | ---- | --- | ------------------ |
| —  |    | Badalini   |                  | 0    | 0   | Newell's Old Boys  |
| —  |    | Bearzotti  |                  | 0    | 0   | Belgrano (Rosario) |
| —  |    | Bruzzone   |                  | 0    | 0   | Sportivo Palermo   |
| —  | TĐ | Calomino   |                  | 0    | 0   | Boca Juniors       |
| —  |    | Cortella   |                  | 0    | 0   | Newell's Old Boys  |
| —  |    | De Miguel  |                  | 0    | 0   | Newell's Old Boys  |
| —  |    | Dellavalle |                  | 0    | 0   | Belgrano (Córdoba) |
| —  |    | Echeverría |                  | 0    | 0   | Estudiantes        |
| —  |    | Frumento   |                  | 0    | 0   | Banfield           |
| —  | TĐ | Libonatti  |                  | 0    | 0   | Newell's Old Boys  |
| —  |    | Lucarelli  |                  | 0    | 0   | Banfield           |
| —  |    | Presta     |                  | 0    | 0   | Porteño            |
| —  | TM | Tesoriere  |                  | 0    | 0   | Boca Juniors       |
| —  |    | Uslenghi   |                  | 0    | 0   | Porteño            |

## Brasil
Huấn luyện viên:  Oswaldo Gomes

| Số | VT | Cầu thủ                | Ngày sinh (tuổi) | Trận | Bàn | Câu lạc bộ    |
| -- | -- | ---------------------- | ---------------- | ---- | --- | ------------- |
| —  | TĐ | Alvariza               |                  | 0    | 0   | Brasil (RS)   |
| —  | TĐ | Adhemar                |                  | 0    | 0   | América       |
| —  | TĐ | Ayrton                 |                  | 0    | 0   | Fluminense    |
| —  | HV | Castelhano             |                  | 0    | 0   | Santos        |
| —  | TĐ | Claudinor              |                  | 0    | 0   | Bangu         |
| —  | TM | Constantino            |                  | 0    | 0   | Santos        |
| —  | TM | De María               |                  | 0    | 0   | Andaraí       |
| —  | TV | Fortes                 |                  | 0    | 0   | Fluminense    |
| —  | TĐ | Japones                |                  | 0    | 0   | Fluminense    |
| —  | TV | Junqueira              |                  | 0    | 0   | Fluminense    |
| —  | TV | Kuntz                  |                  | 0    | 0   | Fluminense    |
| —  | TV | Martins                |                  | 0    | 0   | São Cristóvão |
| —  | TĐ | Nonô (cầu thủ bóng đá) |                  | 0    | 0   | Flamengo      |
| —  | TĐ | Rodrigo                |                  | 0    | 0   | Flamengo      |
| —  | TĐ | Sisson                 |                  | 0    | 0   | Flamengo      |
| —  | TV | Telefone               |                  | 0    | 0   | Flamengo      |
| —  | TV | Zezé I                 |                  | 0    | 0   | Fluminense    |

## Chile
Huấn luyện viên:  Juan Carlos Bertone

| Số | VT | Cầu thủ                              | Ngày sinh (tuổi) | Trận | Bàn | Câu lạc bộ            |
| -- | -- | ------------------------------------ | ---------------- | ---- | --- | --------------------- |
| —  |    | Hernando Bolados                     |                  | 0    | 0   | Santiago Wanderers    |
| —  |    | Aurelio Domínguez                    |                  | 0    | 0   | Artillero de Costa FC |
| —  |    | Humberto Elgueta                     |                  | 0    | 0   | Gold Cross            |
| —  |    | Alfredo Pháp                         |                  | 0    | 0   | Gold Cross            |
| —  | TM | Manuel Guerrero (Chilean footballer) |                  | 0    | 0   | La Cruz FC            |
| —  |    | Horacio Muñoz                        |                  | 0    | 0   | Arturo Fernández      |
| —  |    | Blas Parra                           |                  | 0    | 0   | Artillero de Costa FC |
| —  |    | Ulises Poirier                       |                  | 0    | 0   | La Cruz FC            |
| —  |    | Víctor Toro                          |                  | 0    | 0   | Unión Atlético        |
| —  |    | Ramón Unzaga                         |                  | 0    | 0   | Estrella del Mar      |
| —  |    | Víctor Varas                         |                  | 0    | 0   | Artillero de Costa    |
| —  |    | Pedro Vergara                        |                  | 0    | 0   | Santiago Wanderers    |

## Uruguay
Huấn luyện viên:  Ernesto Fígoli

| Số | VT | Cầu thủ                                 | Ngày sinh (tuổi) | Trận | Bàn | Câu lạc bộ                |
| -- | -- | --------------------------------------- | ---------------- | ---- | --- | ------------------------- |
| —  |    | Manuel Beloutas                         |                  | 0    | 0   | Universal                 |
| —  |    | Antonio Cámpolo                         |                  | 0    | 0   | Peñarol                   |
| —  | HV | Alfredo Foglino                         |                  | 0    | 0   | Club Nacional de Football |
| —  |    | Juan Legnazzi                           |                  | 0    | 0   | Peñarol                   |
| —  |    | Sebastián Marroche                      |                  | 0    | 0   | Reformers                 |
| —  |    | Ricardo Medina (cầu thủ bóng đá) Medina |                  | 0    | 0   | Central                   |
| —  |    | José Pérez (Uruguayan footballer)       |                  | 0    | 0   | Peñarol                   |
| —  |    | José Piendibene                         |                  | 0    | 0   | Peñarol                   |
| —  |    | Andrés Ravera                           |                  | 0    | 0   | Peñarol                   |
| —  | TĐ | Angel Romano                            |                  | 0    | 0   | Club Nacional de Football |
| —  |    | Pascual Ruota                           |                  | 0    | 0   | Peñarol                   |
| —  |    | Carlos Scarone                          |                  | 0    | 0   | Club Nacional de Football |
| —  | TV | Pascual Somma                           |                  | 0    | 0   | Club Nacional de Football |
| —  |    | Domingo Tejera                          |                  | 0    | 0   | Montevideo Wanderers      |
| —  | TV | Antonio Urdinarán                       |                  | 0    | 0   | Club Nacional de Football |
| —  |    | Juan José Villar                        |                  | 0    | 0   | Universal                 |
| —  | HV | Alfredo Zibechi                         |                  | 0    | 0   | Club Nacional de Football |
| —  |    | Armando Zibechi                         |                  | 0    | 0   | Montevideo Wanderers      |